# Pelecopsis partita
Pelecopsis partita là một loài nhện trong họ Linyphiidae.
Loài này thuộc chi Pelecopsis. Pelecopsis partita được J. Denis miêu tả năm 1953.